# Macaos historiska centrum
Macaos historiska centrum (澳门历史城区; 澳門歷史城區; Àomén lìshǐ chéngqū) är tolv platser med kopplingar till assimileringen och samexistensen mellan den kinesiska och portugisiska kulturen i Macao från tiden som portugisisk koloni som upphörde 1999. Sedan 2005 är Macaos historiska centrum listat av Unesco som kulturellt världsarv.
| Bild | Namn                          | Position                                              |
| ---- | ----------------------------- | ----------------------------------------------------- |
|      | A-Ma-templet                  | 22°11′11″N 113°31′55″Ö / 22.18639°N 113.53194°Ö       |
|      | Moorishkasernen               | 22°11′13″N 113°31′59″Ö / 22.18694°N 113.53306°Ö       |
|      | Mandarins hus                 | 22°11′19″N 113°32′05″Ö / 22.18861°N 113.53472°Ö       |
|      | Seminario de San Jose         | 22°11′26″N 113°32′13″Ö / 22.19056°N 113.53694°Ö       |
|      | Dom Pedro V-teatern           | 22°11′31″N 113°32′17″Ö / 22.19194°N 113.53806°Ö       |
|      | Leal Senado                   | 22°11′37″N 113°32′23″Ö / 22.19361°N 113.53972°Ö       |
|      | Holy House of Mercy           | 22°11′38″N 113°32′25″Ö / 22.19389°N 113.54028°Ö       |
|      | Ruinas de Igreja de São Paulo | 22°11′51″N 113°32′27″Ö / 22.19750°N 113.54083°Ö       |
|      | Igreja de São Lourenço        | 22°11′26.5″N 113°32′12.5″Ö / 22.190694°N 113.536806°Ö |
|      | Na Tcha-templet               | 22°11′52″N 113°32′26″Ö / 22.19778°N 113.54056°Ö       |
|      | Macaos stadsmur               | 22°11′52″N 113°32′26″Ö / 22.19778°N 113.54056°Ö       |
|      | Fortaleza do Monte            | 22°11′50″N 113°32′33″Ö / 22.19722°N 113.54250°Ö       |
|      | Fortaleza da Guia             | 22°11′48″N 113°32′59″Ö / 22.19667°N 113.54972°Ö       |